# Вікімедієць року
Вікімедієць року (англ. Wikimedian of the Year) — щорічна нагорода, що присуджується редакторам Вікіпедії та іншим дописувачам проєктів Вікімедіа за найбільші досягнення в рамках руху Вікімедіа. Нагорода заснована в серпні 2011 року Джиммі Вейлзом, співзасновником Вікіпедії. Вейлз відбирає лауреатів та нагороджує їх на Вікіманії, щорічній конференції Фонду Вікімедіа, за винятком 2020, 2021 та 2022 років, коли лауреати були оголошені на онлайн-зустрічах через пандемію COVID-19. З 2011 по 2016 рік нагорода мала назву «Вікіпедист року» (англ. Wikipedian of the Year).

## Історія
Наразі від часу заснування цю відзнаку було вручено 10 разів, отримали її 11 людей. З їхнього числа одна нагорода була вручена посмертно, а ім'я одного із нагороджених не було оголошено з метою його особистої безпеки. Востаннє нагорода була вручена у жовтні 2020 року редакторці Вікіпедії із Гани Сандістер Тей.
У 2020 році переможця відзнаки вперше оголосили не на Вікіманії, а шляхом онлайн-трансляції, оскільки Вікіманія була скасована у зв'язку з пандемією COVID-19.
У 2014 цю відзнаку посмертно отримав користувач української Вікіпедії — вікіпедист та учасник Євромайдану Ігор Костенко.
У 2021 році нагорода була розширена додатковими категоріями, серед яких «Медійний дописувач року», «Новачок року», «Технічний дописувач року» та «Лауреат премії Вікімедіа». У 2024 році була додана додаткова категорія «Функціонер року».

## Список лауреатів

### Вікімедієць року (раніше Вікіпедист року)
| Рік  | Лауреат                                                   | Лауреат                           | Основний проєкт                 | Внесок |
| ---- | --------------------------------------------------------- | --------------------------------- | ------------------------------- | --- |
| 2011 | Рауан у 2011 році                                         | Рауан Кенжеханули                 | Казахська Вікіпедія             | Кенжеханули отримав нагороду за залучення стабільної спільноти для вдосконалення Казахської Вікіпедії. За рік кількість активних дописувачів зросла із 4 людей до понад 200, у той час як кількість статей збільшилася майже в двадцять разів (із 7 000 до 130 000). Рішення Вейлза нагородити Кенжеханули зіткнулося з критикою через зв'язки лауреата із державною владою Казахстану. |
| 2012 |                                                           | «Деммі»                           | Вікіпедія мовою йоруба          | Деммі створив бота для перекладу 15 тисяч коротких статей Англійської Вікіпедії на йоруба, поширену в Нігерії мову. |
| 2013 | Ремі Матіс у 2012 році                                    | Ремі Матіс                        | Французька Вікіпедія            | Отримав нагороду за свою роль у скандалі щодо французької статті про Військову радіостанцію П'єр-сюр-От, у ході працівники Служби внутрішньої розвідки Франції погрожували Матісу кримінальним переслідуванням, щоб домогтися вилучення статті про радіостанцію. |
| 2014 | Ігор Костенко у 2013 році                                 | Ігор Костенко                     | Українська Вікіпедія            | Костенко був активним дописувачем Української Вікіпедії та брав участь у її просуванні в соціальних мережах. Він був активістом Євромайдану та загинув під час масових розстрілів на вулиці Інститутській у Києві 20 лютого 2014 року. Вейлз оголосив Костенка вікіпедистом року посмертно. У вересні 2014 року Вейлз вручив нагороду рідним Костенка на конференції YES у Києві. |
| 2015 |                                                           | невідомий                         | Вікісховище                     | У 2015 році нагороду отримав in pectore анонімний редактор з Венесуели. Він був підданий вигнанню за публікацію фотографій антиурядових протестів. |
| 2016 | Емілі Темпл-Вуд у 2015 році                               | Емілі Темпл-Вуд                   | Англійська Вікіпедія            | У 2016 році вперше в історії нагороди її розділили двоє людей. Темпл-Вуд і Стівенсон-Ґуднайт стали вікіпедистками року за їхню активність, спрямовану на боротьбу з переслідуванням у Вікіпедії та за краще висвітлення видатних жінок. Темпл-Вуд створила близько 400 статей і покращила на кілька сотень більше; більшість із них присвячені жінкам-науковцям, ЛГБТ-спільноті та здоров'ю жінок. Стівенсон-Ґуднайт покращила понад три тисячі статей, була серед засновників простору для нових дописувачів Вікіпедії, а також брала участь у створенні проєктів, спрямованих на ширше залучення жінок до Вікіпедії — зокрема, кампаній «WikiWomen's User Group» (Користувацька група вікі-жінок), «WikiProject Women» (Вікіпроєкт Жінки) та «Women in Red» (Жінки в червоному). |
| 2016 | Розі Стівенсон-Ґуднайт у 2015 році                        | Розі Стівенсон-Ґуднайт            | Англійська Вікіпедія            | У 2016 році вперше в історії нагороди її розділили двоє людей. Темпл-Вуд і Стівенсон-Ґуднайт стали вікіпедистками року за їхню активність, спрямовану на боротьбу з переслідуванням у Вікіпедії та за краще висвітлення видатних жінок. Темпл-Вуд створила близько 400 статей і покращила на кілька сотень більше; більшість із них присвячені жінкам-науковцям, ЛГБТ-спільноті та здоров'ю жінок. Стівенсон-Ґуднайт покращила понад три тисячі статей, була серед засновників простору для нових дописувачів Вікіпедії, а також брала участь у створенні проєктів, спрямованих на ширше залучення жінок до Вікіпедії — зокрема, кампаній «WikiWomen's User Group» (Користувацька група вікі-жінок), «WikiProject Women» (Вікіпроєкт Жінки) та «Women in Red» (Жінки в червоному). |
| 2017 | Фелікс Нарті у 2017 році                                  | Фелікс Нарті                      | Англійська Вікіпедія            | Нарті розширює контент про свою рідну країну Гану та очолює низку ініціатив, націлених на популяризацію важливості редагування Вікіпедії. При врученні нагороди Вейлз наголосив, що Нарті грав ключову роль в організації другої конференції WikiIndaba в Аккрі і багато зробив для побудови локальних спільнот в Африці. |
| 2018 | Фархад Фаткуллін у 2017-му році                           | Фархад Фаткуллін                  | Татарська Вікіпедія             | Фаткуллін відомий за свою діяльність у просуванні руху Вікімедіа серед неросійськомовних народів Росії; його основним проєктом є татарськомовна Вікіпедія. |
| 2019 | Емна Мізуні у 2018-му році під час конференції WikiIndaba | Емна Мізуні                       | Арабська Вікіпедія              | Мізуні отримала нагороду за розвиток арабських та африканських спільнот, а також її внесок у популяризацію культури та історії Тунісу. |
| 2020 | Сандістер Тей проводить віківишкіл                        | Сандістер Тей                     | Англійська Вікіпедія, Мета-вікі | Сандістер Тей є популяризаторкою Вікіпедії та співзасновницею спільноти вікімедійців у Гані. |
| 2021 |                                                           | Ала Наджар                        | Арабська Вікіпедія              | [ 13 ] |
| 2022 |                                                           | Ольга Паредес                     | Іспанська Вікіпедія             | Паредес була відзначена на віртуальній конференції Вікіманія-2022 за провідну роль у вікіспільнотах, зокрема Wikimujeres та Wikimedistas de Bolivia, а також за заохочення інших людей, передусім жінок, до розвитку руху Вікімедіа. |
| 2023 |                                                           | Тауфік Росман                     | Вікідані                        | Тауфіка нагородили на конференції Вікіманія-2023 у Сінгапурі за його значний внесок у малайзійський Вікісловник і за допомогу в розбудові спільноти малайзійських редакторів Вікімедіа. |
| 2024 |                                                           | Анна Кловер (англ. Hannah Clover) | Англійська Вікіпедія            | Кловер зібрала історії понад 200 дописувачів у своєму проєкті «роздуми редакторів» (англ. editor reflections). Вона також виступає за нових редакторів і тих, хто редагує на смартфонах. Вона — наймолодша лауреатка нагороди |

З 2021 року в окремій номінації відзначаються «Новачки року» (англ. Newcomer of the Year), «Лауреати Вікімедіа» (англ. Wikimedia Laureate), «Технічні дописувачі» (англ. Tech Contributor of the Year) та «Медіа-дописувачі» (англ. Media Contributor of the Year). З 2024 року додалася номінація «Функціонер року» (англ. Functionary of the Year), яку отримала Віра Моторко «за постійну роботу над невеликими завданнями, які часто залишаються непоміченими, але завжди потрібні: переклад технічних повідомлень, документування шаблонів, покращення повідомлень інтерфейсу чи форматування».

### Почесні згадки
Окрім основної нагороди, у деякі роки також визначалися вікімедійці, котрі отримували почесні відзнаки (англ. honorable mentions).
- 2015
  - Сусанна Мкртчян (Вірменська Вікіпедія) — засновниця організації «Вікімедіа Вірменія», організаторка освітніх проєктів із використанням Вікіпедії у Вірменії[9].
  - Сатдіп Ґілл (англ. Satdeep Gill; Східнопенджабська Вікіпедія) — популяризатор східнопенджабської Вікіпедії; завдяки його діяльності його мовний розділ показав найбільше зростання серед усіх індоарійських мов у рік нагороди[9].
- 2016
  - Mardetanha (Перська Вікіпедія) — користувач з Ірану, котрий створив перську версію «Бібліотеки Вікіпедії», яка дозволяє редакторам Вікіпедії знаходити джерела для статей[7].
  - Вася Атанасова (Болгарська Вікіпедія) — засновниця виклику «#100wikidays», в рамках якого учасники створюють статтю кожного дня протягом 100 днів[7].
- 2017: Дієґо Ґомез (ісп. Diego Gómez) — студент із Колумбії, якого намагалися притягнути до кримінальної відповідальності за те, що він поширив наукову статтю онлайн.
- 2018
  - Нахід Султан (Бенгальська Вікіпедія) — один із найактивніших діячів організації «Вікімедіа Бангладеш»[11].
  - Джесс Вейд (Англійська Вікіпедія) — британська вчена-фізик, отримала нагороду за «цілорічні зусилля з написання статей про… вчених та інженерів у Вікіпедії» із недостатньо представлених груп, як-то жінки[11].
- 2023 
  - Антон Процюк — координатор програм ГО «Вікімедіа Україна»[16].

### Функціонер року
Нагорода «Функціонер року» була вперше вручена у 2024 році, щоб відзначити вікімедійців, які працюють за лаштунками, щоб «забезпечити безпеку, безперебійну роботу та сталість проєктів Вікімедіа».
| Рік  | Зображення | Отримувач    | Основний проєкт      | Обґрунтування | Ref.   |
| ---- | ---------- | ------------ | -------------------- | --- | ------ |
| 2024 |            | Віра Моторко | Українська Вікіпедія | Моторко є адміністратором української Вікіпедії, де вона допомагає з дрібними завданнями, такими як переклад інтерфейсу та форматування сторінок. | [ 14 ] |